# Hans-Peter Kanters
Hans-Peter Kanters (* 9. Januar 1942 in Pulheim; † 20. September 1991 ebenda) war ein deutscher Radrennfahrer.

## Radsport-Karriere
Hans-Peter Kanters war als Radrennfahrer hauptsächlich auf der Bahn erfolgreich. 1962  wurde er als Amateur (für den Verein Schmitter Köln startend) Deutscher Meister im Tandemrennen mit Ehrenfried Rudolph. Im Jahr darauf wurde er  Deutscher Meister in der Mannschaftsverfolgung.
Nachdem Kanters 1964 und 1965 bei den Deutschen Meisterschaften im Sprint der Profis den dritten und zweiten Platz belegt hatte, errang er 1966 und 1967 den Meistertitel in dieser Disziplin. 1966 startete er bei den UCI-Bahn-Weltmeisterschaften. Im Sprint schied er in den Hoffnungsläufen aus.
Von 1964 bis 1967 fuhr Hans-Peter Kanters für das  Team Ruberg unter Teamleiter Wolfgang Gronen, konnte jedoch bei Straßenrennen keine nennenswerten Erfolge erringen. Er startete auch bei 31 Sechstagerennen.
Hans-Peter Kanters war der Sohn des Kölner Sechstage-Veranstalters Peter Kanters.

## Privates
1974 fungierte Hans-Peter Kanters als „Jungfrau“ im Karnevals-Dreigestirn seiner Heimatstadt Pulheim.